# Kościół św. Jakuba Apostoła i św. Mikołaja w Mechowie
Kościół św. Jakuba Apostoła i św. Mikołaja w Mechowie – rzymskokatolicki kościół parafialny zlokalizowany we wsi Mechowo (powiat pucki, województwo pomorskie). Funkcjonuje przy nim parafia św. Jakuba Apostoła i św. Mikołaja. Obiekt jest jednym z największych kościołów drewnianych na Kaszubach.

## Historia
Pierwszy we wsi kościół zbudował rycerz Radzisław w drugiej połowie XIII wieku. W 1538 strawił go pożar. Około połowy XVI wieku, na jego miejscu, wzniesiono ryglową świątynię z wieżą pod wezwaniem Krzyża Świętego lub św. Mikołaja i Podwyższenia Krzyża Świętego. Z czasem w dokumentach zanikło wezwanie Krzyża Świętego, a występowało św. Jakuba i św. Mikołaja Biskupa. Już w 1583 stan tego obiektu był zły. Rozebrano go (lub uległ samoistnemu zawaleniu) w początku XVIII wieku.
Obecny kościół ufundowali opaci oliwscy – Mikołaj Zalewski i Józef Hiacynt Rybiński. Wzniesiono go w 1742. W 1771 w nawę wbudowano wieżę, a w 1882 wzmocniono konstrukcję całości poprzez wykonanie podmurówki z kamienia polnego. Proboszczem w Mechowie był poseł na sejm pruski, polski działacz społeczny z okresu zaborów i II Rzeczypospolitej, ksiądz Bolesław Witkowski (zamordowany przez Niemców w Piaśnicy).
W 1962 świątynie wpisano do rejestru zabytków.

## Architektura
Obiekt konstrukcji ryglowo-szkieletowej zbudowano na planie prostokąta. Ma 240 m² powierzchni oraz 1600 m³ kubatury. Nawa ma cztery przęsła i jest zamknięta od wschodu trójbocznym prezbiterium. Wejścia prowadzą od południa (przez kruchtę) oraz od zachodu przez przyziemie wieży, również wyposażone w kruchtę. Od strony północnej do prezbiterium przylega zakrystia. Obiekt jest przykryty dachem dwuspadowym (wzmocnionym i wyposażonym w dachówkę miast gontu w 1916). Wieżę zwieńcza ażurowa latarnia i barokowy hełm z krzyżem obity blachą (wcześniej szkudłami dębowymi, a potem dachówką). Elewacje są tynkowane na biało w polach między belkami barwionymi na czarno. Wieża oszalowana jest od zewnątrz pionowo przybijanymi deskami.

## Wyposażenie
Manierystyczne ołtarze pochodzą z XVII wieku i są zdobione motywami roślinnymi z motywami akantu i kwiatów. Prawdopodobnie pochodzą one z innych świątyń cysterskich. Wiszą w nich artystycznie dobre, reprezentujące nurt potrydencki, obrazy olejne, pochodzące być może z klasztoru oliwskiego i noszące wyraźne wpływy szkoły Hermana Hana oraz warsztatu Bartłomieja Strobla.

## Dzwony
W wieży wiszą dwa dzwony:
- pochodzący z gdańskiego warsztatu Hansa Barnstropa (1572), mierzący 55 centymetrów wysokości, o średnicy czaszy kielicha 70 centymetrów. Grubość wieńca oddzielonego od szyi trzema pierścieniami wynosi 3,5 centymetra. Dzwon nosi dwie plakietki z wizerunkami Matki Bożej i Dzieciątka.
- „Maria”, pochodzący z warsztatu Józefa Bukowskiego w Dąbrowie Górniczej (1955), mierzący 50 centymetrów wysokości, o średnicy czaszy kielicha 65 centymetrów. Grubość wieńca oddzielonego od szyi trzema pierścieniami wynosi również 3,5 centymetra,
- nieistniejący, zawieszony w 1888, o wadze pięciu centnarów, skonfiskowany podczas I wojny światowej i najprawdopodobniej wykorzystany na potrzeby militarne[1].

Napisy na dzwonach:
1572: GOS ICH HANS BARNSTROP DE GLOCKE MIT GOTES HVLF / ANNO MDLXXII SIMEN ADAM PAWEL HANNEMAN HANS MOLLER

/ 1955: ULAŁ MNIE JÓZEF BUKOWSKI W DĄBROWIE GÓRNICZEJ / IMIĘ MOJE MARIA / SŁODKIE SERCE MARII / BĄDŹ NASZYM RATUNKIEM / NA PAMIĄTKĘ ODDANIA CAŁEJ LUDZKOŚCI POD SZCZEGÓLNĄ OPIEKĘ NAJSŁODSZEGO SERCA MARII, DZWON TEN / UFUNDOWALI PARAFIANIE MECHOWSCY ZA KS.PROB.MGR. K. / GŁOWACKIEGO PP. 1955

## Otoczenie
Obiekt usytuowany jest wśród drzew na wzniesieniu i otoczony kamienno – ceglanym murem.

## Galeria

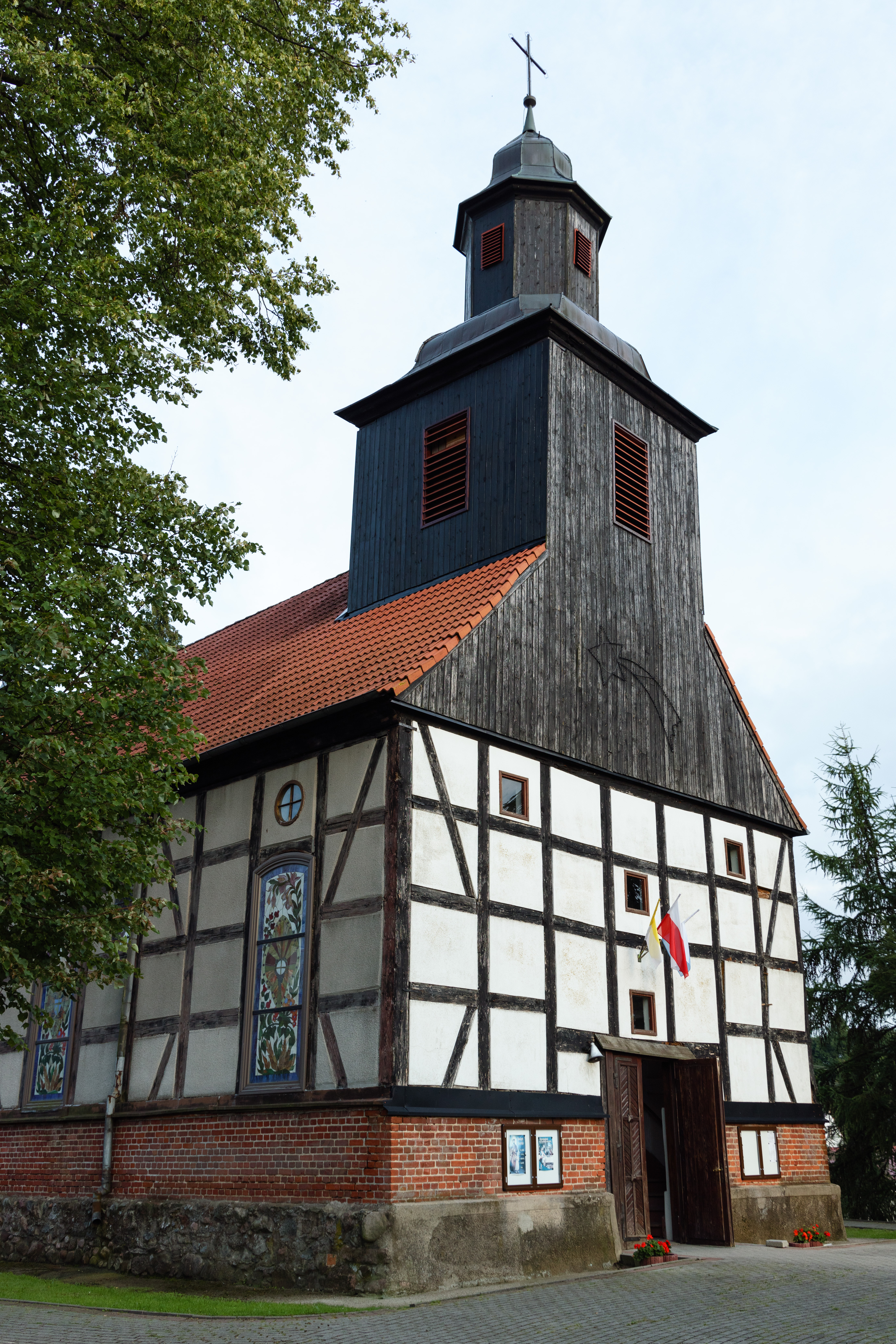
Wieża
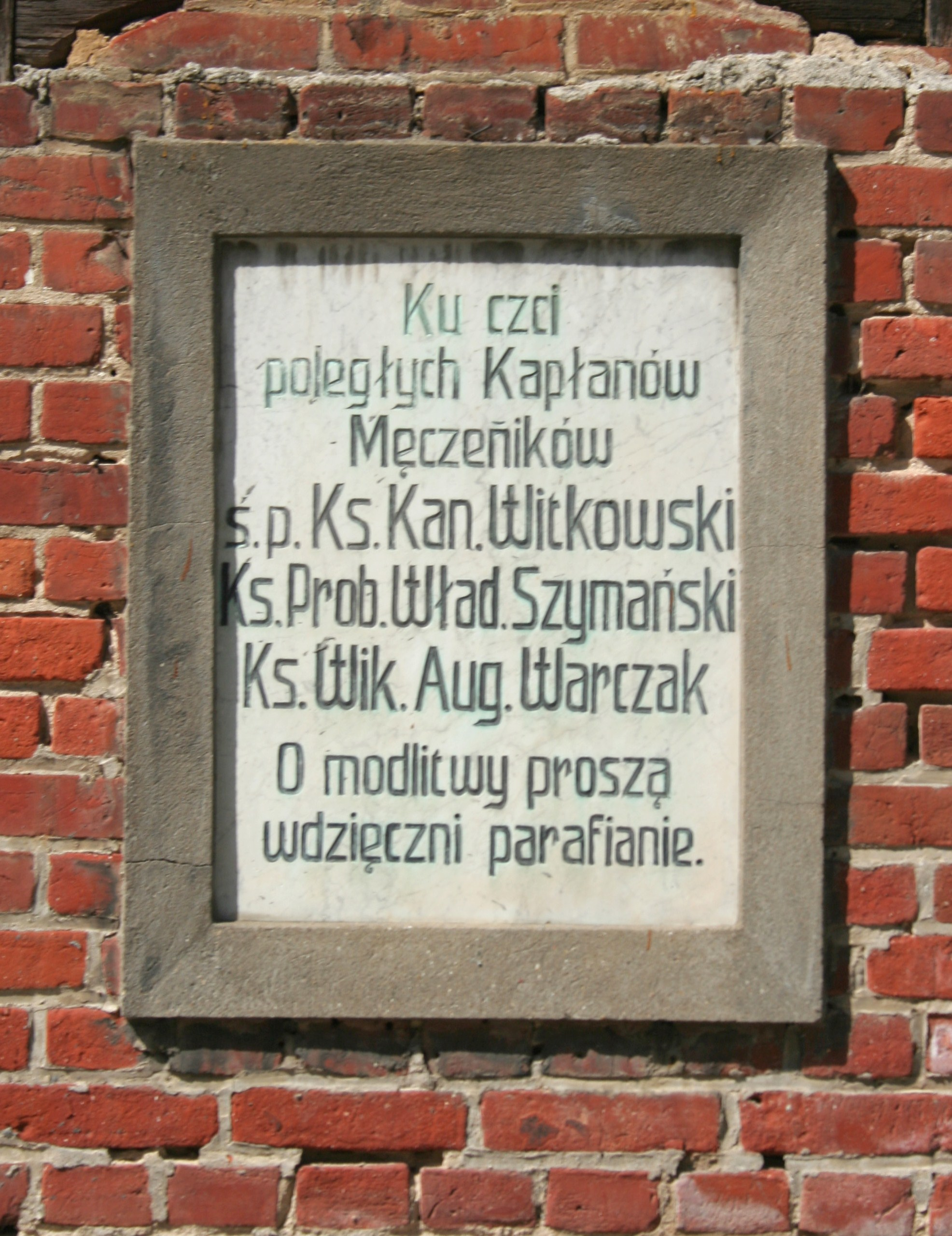
Tablica pamiątkowa
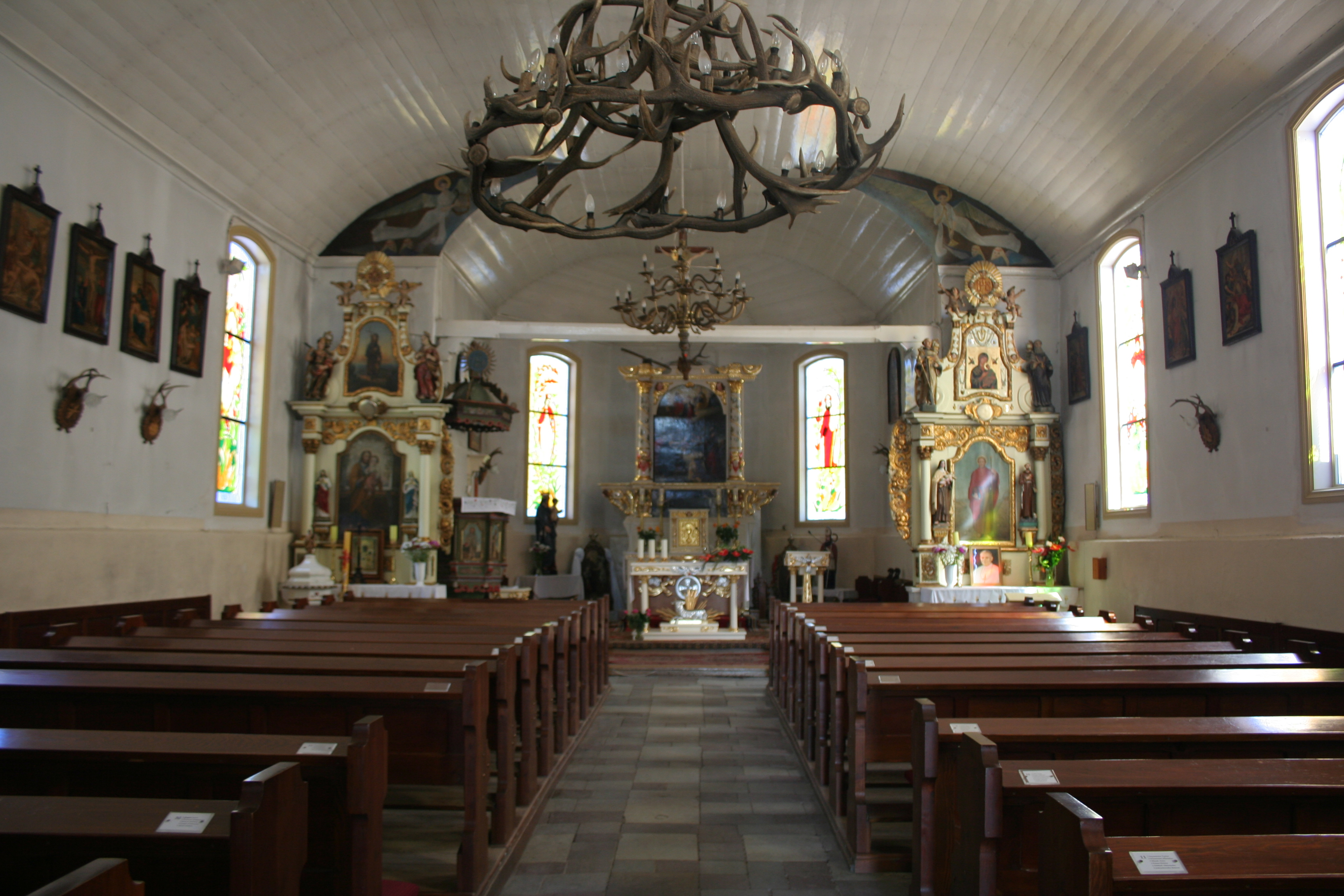
Wnętrze i ołtarze
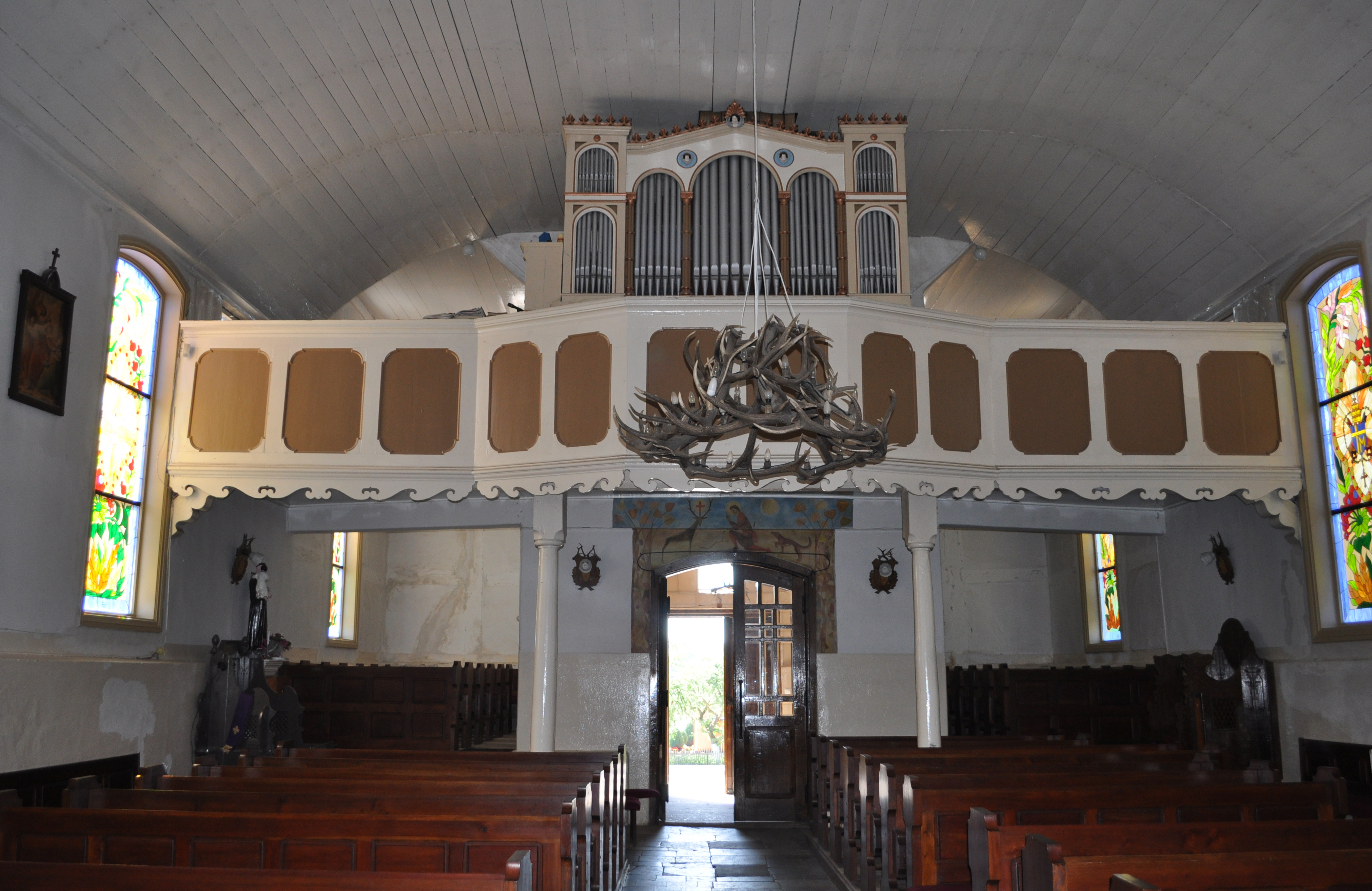
Chór organowy